# Morvillars
Morvillars es una comuna francesa situada en el departamento del Territorio de Belfort, de la región de Borgoña-Franco Condado.
Los habitantes se llaman Morvellais.

## Geografía
Está ubicada a 10 km al sur de Belfort.

## Demografía
| 808 | 926 | 1057 | 1015 | 1021 | 965 | 1 008 | 1 164 |
| Para los censos de 1962 a 1999 la población legal corresponde a la población sin duplicidades (Fuente: INSEE [Consultar]) |     |      |      |      |     |       |       |